# Lomelosia palestina
Lomelosia palestina är en tvåhjärtbladig växtart som först beskrevs av Carl von Linné, och fick sitt nu gällande namn av Constantine Samuel Rafinesque. Lomelosia palestina ingår i släktet Lomelosia och familjen Dipsacaceae. Inga underarter finns listade i Catalogue of Life.